# Треј Харди
Џејмс Едвард „Треј“ Харди Трећи  (енгл. James Edward "Trey" Hardee III; Бирмингем, 7. фебруар 1984.) некадашњи је амерички атлетичар, двоструки светски шампион и освајач сребрне медаље у десетобоју на Олимпијским играма у Лондону 2012.

## Рана каријера
Харди је играо кошарку и тек кад није успео да уђе у кошаркашки средњошколски тим почео је да тренира атлетику. Регрутован је на Државни универзитет Мисисипија као скакач с мотком. На универзитету су га тренери, приметивши његову комбинацију величине и брзине, преокренули ка вишебоју: десетобоју на отвореном и седмобоју у дворани. 
Држава Мисисипи је одустала од програма атлетике у дворани након сезоне 2004. па је Харди прешао на Универзитет Тексаса. 2006. поставио је амерички универзитетски рекорд у десетобоју са резултатом од 8.465 поена и проглашен је за најбољег спортисту године Националне асоцијације студентског спорта.

## Професионална каријера
Харди је на Олимпијади 2008. био на 4. месту након седам дисциплина. Без прескочене почетне висине у скоку с мотком изгубио је шансе за медаљу. Његови наступи током сезоне на отвореном 2008. изазвали су интересовање Њујоршких Џетса из Националне фудбалске лиге, који су му понудили прилику да се преоријентише на амерички фудбал. Међутим, Харди није изразио интересовање да напусти атлетику.
На Светском првенству 2009. у Берлину, Харди је освојио злато у десетобоју са укупно 8.790 поена. Добитник је вишеструке награде Џим Торп од стране Спортске академије Сједињених Држава за своја достигнућа те године.
На Светском првенству у дворани 2010. освојио је сребрну медаљу у седмобоју иза Брајана Клеја. Харди је завршио са укупним скором од 6.184 поена. На Светском првенству 2011. Харди је победио свог сународника Ештона Итона и задржао светску титулу у десетобоју са коначним бројем бодова од 8.607.
2012. Харди је 9. августа 2012. освојио сребрну медаљу на Олимпијским играма у Лондону 2012. Харди је покушао да се квалификује за амерички олимпијски тим 2016. године, али није успео због повреде. Он је присуствовао Олимпијским играма 2016. као телевизијски аналитичар за НБЦ Спортс.

## Лични рекорди
| Дисциплина              | Резултат | Место      | Датум            |
| ----------------------- | -------- | ---------- | ---------------- |
| 100 метара              | 10.39 с  | Гецис      | 29. мај 2010.    |
| 200 метара              | 21.09 с  | Вејко      | 13. мај 2006.    |
| 400 метара              | 47.51 с  | Сакраменто | 7. јун 2006.     |
| 1.500 метара            | 4:40.94  | Лондон     | 9. август 2012.  |
| 110 метара са препонама | 13.54 с  | Лондон     | 9. август 2012.  |
| Скок у вис              | 2.05 м   | Пекинг     | 21. август 2008. |
| Скок с мотком           | 5.35 м   | Јуџин      | 26. јун 2015.    |
| Скок у даљ              | 7.88 м   | Гецис      | 28. мај 2011.    |
| Бацање кугле            | 15.72 м  | Јуџин      | 22. јун 2012.    |
| Бацање диска            | 52.68 м  | Остин      | 3. април 2008.   |
| Бацање копља            | 68.99 м  | Даегу      | 28. август 2011. |